# Damaeus grossmani
Damaeus grossmani är en kvalsterart som först beskrevs av Wilson 1936.  Damaeus grossmani ingår i släktet Damaeus och familjen Damaeidae. Inga underarter finns listade i Catalogue of Life.